# Abí
Abí o Abia, tal com l'anomena l'historiador Flavi Josep, és un personatge de l'Antic Testament, que apareix al Segon llibre dels Reis. Filla de Zacaries o Zecariahu, de qui es desconeix l'origen, tot i que hom ha proposat que es tractés d'un alt funcionari durant el regnat d'Acaz, que apareix citat al capítol 8 del Llibre d'Isaïes o un altre –tal vegada la mateixa persona o potser el seu avi–, un conseller d'Azarià que apareix també al Segon llibre dels Reis. Va ser muller d'Acaz, rei de Judà, amb qui va tenir un fill, Ezequies, que va ser rei posteriorment. En la literatura rabínica, hom afirma que va salvar la vida del seu fill quan el seu marit, obrant de manera impia, va intentar ofrenar-lo a Moloc. Per salvar-lo va ungir-lo en sang de la salamandra, que va permetre-li passar il·lès a través del foc de Moloc.